# Uzsa
Uzsa [uža] je obec v Maďarsku v župě Veszprém, spadající pod okres Tapolca. Nachází se asi 9 km severozápadně od Tapolcy, 10 km jihovýchodně od Sümegu a asi 57 km jihozápadně od Veszprému. V roce 2015 zde žilo 303 obyvatel. Dle údajů z roku 2011 tvoří 72,2 % obyvatelstva Maďaři a 0,3 % Němci, přičemž 27,8 % obyvatel se ke své národnosti nevyjádřilo.

## Sousední obce
| Růžice kompasu |                | Sümeg | Tapolca      | Růžice kompasu |
| Růžice kompasu | Várvölgy       | Sever | Lesencetomaj | Růžice kompasu |
| Růžice kompasu | Várvölgy       | Uzsa  | Lesencetomaj | Růžice kompasu |
| Růžice kompasu | Várvölgy       | Jih   | Lesencetomaj | Růžice kompasu |
| Růžice kompasu | Lesenceistvánd |       |              | Růžice kompasu |